# Ивлиев, Григорий Петрович
Григорий Петрович Ивлиев (род. 27 сентября 1957 года, село Паники, Рязанская область) — российский государственный и политический деятель, Президент Евразийского патентного ведомства (ЕАПВ) Евразийской патентной организации (ЕАПО), Заслуженный юрист Российской Федерации, действительный государственный советник первого класса.

## Биография
В 1974—1976 годах работал учителем в восьмилетней школе села Максы Сараевского района. В 1981 году с отличием окончил юридический факультет МГУ имени М. В. Ломоносова по специальности «правоведение», в 1984 — аспирантуру там же; защитил кандидатскую диссертацию.
В 1985—1994 годах преподавал во Всесоюзном юридическом заочном институте (ассистент, старший преподаватель, заместитель декана, декан факультета).
В 1994—1997 годы работал в аппарате Государственной Думы (заведующий сектором, заместитель руководителя аппарата Комитета по законодательству и судебно-правовой реформе, заместитель начальника отдела правового содействия депутатам Правового управления); в 1998—2002 годы — в аппарате Правительства Российской Федерации (начальник отдела, заместитель начальника Департамента по связям с Федеральным Собранием, общественными организациями и религиозными объединениями).
В 2002—2007 годы — начальник Правового управления аппарата Государственной Думы. Григорий Ивлиев активно содействовал принятию части IV Гражданского Кодекса и законов по реформе федеративных отношений в Российской Федерации.
В 2007—2011 годы — депутат Государственной Думы Федерального собрания Российской Федерации V созыва в составе федерального списка кандидатов партии «Единая Россия», председатель Комитета по культуре. Подготовил более 49 законопроектов, способствующих организации и развитию государственной социальной и культурной политики.
24 октября 2011 года назначен заместителем министра, 13 июня 2012 года — статс-секретарём — заместителем Министра культуры Российской Федерации.
Член Генерального совета партии «Единая Россия».
Входит в состав научного редакционного совета Интернет-проекта «Конституция России», Попечительского совета Московской консерватории, Экспертно-консультативного совета по вопросам сохранения, использования, популяризации и государственной охраны объектов культурного наследия народов Российской Федерации. Сокоординатор Государственно-патриотического клуба «Единой России».
При непосредственном участии и/или руководстве Григория Ивлиева реализованы ряд важнейших инициатив в сфере культуры: создана Национальная Электронная Библиотека (НЭБ), принят ряд льгот для налогоплательщиков, занятых в сфере культуры, закон, освобождающий учреждения культуры от уплаты налогов с собственных средств.
2015 - 2022 годы - руководитель Федеральной службы по интеллектуальной собственности Российской Федерации (Роспатента). Среди ключевых достижений ведомства под его руководством: масштабное сокращение сроков рассмотрения заявок на регистрацию всех объектов интеллектуальной собственности; цифровизация ведомства и создание 15 клиентоцентричных сервисов предоставления госуслуг на базе современных цифровых технологий. Российская Федерация завершила присоединение ко всем международным договорам в сфере интеллектуальной собственности. Расширены возможности русского языка как рабочего языка Всемирной организации интеллектуальной собственности (ВОИС).
В 2021 году Г. П. Ивлиев был избран на пост Президента Евразийского Патентного Ведомства (ЕАПВ). В должность вступил в феврале 2022 года.  В рамках деятельности организации были приняты меры по совершенствованию международного законодательства в сфере интеллектуальной собственности на евразийском экономическом пространстве.
Общественная деятельность
Г.П. Ивлиев активно участвует в сохранении исторических традиций родного края. По его инициативе в селе Паники Сараевского района Рязанской области были начаты работы по возвращению Русской Православной Церкви Храма в честь св. вмч. Димитрия Солунского, первые упоминания о котором относятся еще к 1676 году.
В 2020 году Г.П. Ивлиев при поддержке издательского дома «Городец» издал сборник архивных документов — книгу «Священник Василий Ивлиев. Виновным себя... НЕ признаю», посвященную памяти своего прадеда. Священник Василий Ивлиев в начале XX века служил в Храме в честь св. вмч. Димитрия Солунского, был репрессирован и расстрелян по ложному доносу. Презентация книги прошла в декабре 2020 года в Храме при Бутовском Полигоне, где закончился мученический земной путь Василия Ивлиева и тысяч других жертв сталинских репрессий. Григорий Ивлиев также выпустил красочный альбом «Храм Святого Великомученика Димитрия Солунского…», посвященный восстановлению православного храма в своем родном селе Паники.

### Семья
Жена — Елена; дети — Александра, Алексей. Родной брат — Михаил Ивлиев, бывший следователь прокуратуры Рязанской области, позже директор ООО «Тепличный комбинат». Утром 15 сентября 1999 года расстрелян из автомата Калашникова и ТТ в своём автомобиле «Волга» возле своего офиса на улице Гоголя в Рязани.

## Избранные труды
Источник — электронные каталоги РНБ Архивная копия от 3 марта 2016 на Wayback Machine
- Ивлиев Г. П. Основания применения мер процессуального принуждения : Автореф. дис. … канд. юрид. наук. — М., 1986.
- Гаджимагомедов Г. А., Ивлиев Г. П. Участие Правительства Российской Федерации в законодательной деятельности. — М.: Норма, 2008. — 222 с. — 2000 экз. — ISBN 978-5-468-00221-6.
- Комментарий к отдельным статьям Регламента Государственной Думы Федерального Собрания Российской Федерации / Под общ. ред. Г. П. Ивлиева, О. И. Ковалева. — М.: Гос. Дума. Ком. Гос. Думы по Регламенту и орг. работы Гос. Думы. Правовое упр. Аппарата Гос. Думы, 2003. — 159 с. — 1000 экз.
- Ратификация международных договоров Российской Федерации : [сборник] / Под науч. ред. Г. П. Ивлиева. — М.: издание Государственной Думы, 2006. — 134+135 с. — 1000 экз.
- Арзамасов Ю. Г., Вороненков Д. Н., Ивлиев Г. П. и др. Научно-методическое пособие по разработке законопроектов в современной России. — М.: Гос. Дума, 2009. — 465 с. — 500 экз.
- Ивлиев Г. П. Культура и закон о культуре. — М.: Городец, 2012. — 78 с. — 1000 экз. — ISBN 978-5-9584-0297-7.
- Ивлиев Г. П. Культурная политика и развитие законодательства о культуре в Российской Федерации : статьи и выступления. — М.: Норма : ИНФРА-М, 2012. — 207 с. — 700 экз. — ISBN 978-5-91768-285-3. ISBN 978-5-16-005618-0
- Ивлиев Г. П. Трансформация сферы интеллектуальной собственности в современных условиях. М.: Издательский Дом «Городец», 2020. 336 с.  ISBN 978-5-907220-78-
- Ивлиев Г. П. Священник Василий Ивлиев. Виновным себя… НЕ признаю / - М.: Издательский Дом «Городец», 2020. - 136 с.
- Ивлиев Г. П. Храм Святого Великомученика Димитрия Солунского села Паники Сараевского района Рязанской области. Москва, 2022. - 88 с.

## Награды
- Почетная грамота Аппарата Правительства Российской Федерации (2000);
- Высшая юридическая премия «Фемида» (2005);
- Памятный знак Председателя Государственной Думы Федерального Собрания Российской Федерации «100 лет со дня учреждения Государственной Думы в России» (2006);
- Благодарность Министра финансов Российской Федерации (2003);
- Почетные грамоты Государственной Думы и Совета Федерации Федерального Собрания Российской Федерации;
- Заслуженный юрист Российской Федерации (2006)[7];
- Почётная грамота Правительства Российской Федерации (2007);
- Благодарность Правительства Российской Федерации (2011)[8];
- Благодарность Президента Российской Федерации (2008);
- Почетный знак Государственной Думы Федерального Собрания Российской Федерации «За заслуги в развитии парламентаризма» (2011);
- Благодарности Председателя Государственной Думы Федерального Собрания Российской Федерации (2006, 2011);
- Благодарность Министра культуры Российской Федерации (2014);
- Знак отличия Евразийского патентного ведомства Евразийской патентной организации (ЕАПВ ЕАПО) «За долголетний безупречный и плодотворный труд по развитию ведомства и организации» (2017);
- Медаль «За вклад в развитие Евразийского экономического союза» (29 мая 2019 года, Высший Евразийский экономический совет)[9];
- Высшая юридическая премии «Юрист года» (2019);
- Почетная грамота Министерства экономического развития Российской Федерации (2019);
- Медаль Всероссийского общества изобретателей и рационализаторов (ВОИР) «За заслуги в изобретательстве и рационализаторстве» I степени (2022).
- Лауреат Всероссийской национальной юридической премии имени Гавриила Романовича Державина (2022).